# Владимир Андреевич (князь дорогобужский)

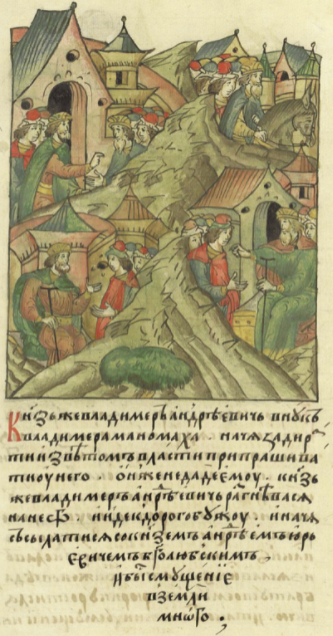
Владимир ведёт переговоры с Андреем Боголюбским

Владимир Андреевич (? — 28 января 1170) — князь Белгородский (1150), Дорогобужский (1150—1152, 1156—1170), Пересопницкий (1150—1152), Берестейский (1154—1156). Сын Андрея Владимировича Доброго, внук Владимира Мономаха и правнук половецкого хана Тугоркана.

## Биография
Сын одного из младших Мономаховичей, Владимир довольно рано остался без отца (тот умер в 40 лет) и стал таким образом князем-изгоем по действовавшему порядку наследования. Ранняя биография Владимира во многом определялась соглашением, достигнутым его отцом с другим младшим Мономаховичем — Юрием Долгоруким, вместе с которым Андрей боролся против старших племянников, Мстиславичей, ещё в 1130-х годах. Суть соглашения состояла в том, что Юрий обещал по смерти Андрея, княжившего много лет на Волыни, обеспечить получение волынского престола его сыном Владимиром, в надежде на что Владимир и действовал в союзе с Юрием, когда тот боролся против Изяслава Мстиславича за великое княжение и остававшиеся ещё в то время киевскими южнорусские волости (1146—1154). Однако Изяславу удалось, в том числе с помощью правителей Венгрии и Польши, с которыми он состоял в родственных связях, утвердить Волынское княжество за своими потомками. Владимиру удавалось княжить лишь в удельных центрах на Волыни, которые он получал сначала от захватывавшего их Юрия, а затем от наследника Изяслава — Мстислава.
В 1146 году после изгнания Игоря Ольговича из Киева Изяславом Мстиславичем Вячеслав Владимирович отдал Волынь Владимиру Андреевичу, но в ответ Изяслав завладел и Волынью, выведя оттуда Святослава Всеволодовича, и отнял у Вячеслава Туров. В 1148 году Изяслав перевёл на Волынь из Новгорода Святополка Мстиславича.

## Семья и дети
Был женат на дочери Святослава Ольговича Черниговского. Сведения о потомках в летописях отсутствуют. Генетическими исследованиями XXI века установлено, что князья Пузына и Воронецкие по мужской линии происходят от Владимира Мономаха, но через другого его сына, нежели Юрий Долгорукий (прародитель северо-восточной группы княжеских фамилий) и Мстислав Великий (прародитель князей смоленской и галицкой групп). Таким образом, есть вероятность, что предком этой группы фамилий (которая могла также включать и Вишневецких) был Андрей Добрый.